# كالمان كونراد
كالمان كونراد (بالمجرية: Konrád Kálmán)‏ هو مدرب كرة قدم ولاعب كرة قدم مجري، ولد في 23 مايو 1896 في باتشكا بالانكا في صربيا، وتوفي في 10 مايو 1980 في ستوكهولم في السويد. شارك مع منتخب المجر لكرة القدم. أما مع النوادي، فقد لعب مع أوستريا فيينا ونادي بودابست.

## وصلات خارجية
- كالمان كونراد على موقع قاعدة بيانات كرة القدم.إي يو (الإنجليزية)
- كالمان كونراد على موقع ناشيونال فوتبول تيمز (الإنجليزية)
- كالمان كونراد على موقع عالم كرة القدم.نت (الإنجليزية)